# Tukotuko tajemniczy
Tukotuko tajemniczy (Ctenomys fodax) – gatunek gryzonia z rodziny tukotukowatych (Ctenomyidae). Występuje w Ameryce Południowej, gdzie odgrywa ważną rolę ekologiczną. Siedliska tukotuko tajemniczego znane są tylko w typowej lokalizacji w okolicy miejscowości Lago Blanco (46°S, 71°W) położonej na terenie argentyńskiej prowincji Chubut.